# Професионална гимназия по техника и строителство, Перник
Професионална гимназия по техника и строителство „Арх. Йордан Миланов“ е държавна професионална гимназия в град Перник.
Основана е през 1965 година като Средно политехническо училище по индустриално строителство с 3 паралелки. Понастоящем обучава около 500 ученици в областта на строителството, дизайна, компютърната графика, озеленяването и електрическите инсталации. Директор е Цветелина Борисова Миленова.

## История
Историята на училището започва през 1965 година, когато се основава СПТУ по индустриално строителство, само с три паралелки, с директор Михаил Михайлов, в стара и неудобна сграда в квартал Мошино.
На 20 октомври 1970 е направена е първата копка на новата сграда, която се изгражда с активното участие на ученици и учители. От май 1976 г. училището се преименува в „СПТУ по промишлен и енергиен дизайн“. През 1979 г. директор на училището става инж. Куна Ганчева, която се заема изграждането и модернизирането на учебните кабинети.
На 15 септември 1990 г. е приета първата техникум-ска паралелка със специалност „Монтажник на промишлени съоръжения и машини“. Разкрита е специалността „Строителство и архитектура“.
На 9 юни 1993 г. училището се преименува в Техникум по строителство. Заслугата за това е на директора Самуил Борисов Шейнин, заел този пост през октомври същата година. Две години по-късно, на 14 юни 1995 г. техникумът приема името на архитект Йордан Миланов.
През 2003 г. училището е обявено за Професионална Гимназия по Техника и Строителство

## Символи и традиции на училището
ПГТС има свой химн, знаме, герб и училищни униформи. Училищните униформи са бяла риза, черен панталон, вратовръзка с герба на училището и емблема с герба на училището.
Химн
От незапомнени години
тук истината е една
Гимназии и други им
Но нашата е най-добра
Припев:На Архитект Миланов слава
На вас учители поклон
По дух познание и здраве
сме абсолютен шампион
Пред трудности не ще се спреме
Идейте ни нямат край
Когато дойде нашто време
страната ще превърнеме в рай
Текст Милко Матеев
Празник
Патронен празник на училището е 26 октомври, Димитровден, на който се чества и Денят на строителя.
Други
Училищният радио център има предавания, в които се вземат интервюта от учители, ученици и персонала. От клуб „Съхрани българското“ се организират изложби, презентации програми за всеки един исторически повод. Клуб „Журналист“ прави анкети, взема интервюта и от тях се научава мненията на учители, персонал и ученици за новите придобивки, и какво още биха искали да се направи. От клуб „Училището през моя обектив“заснемат и съхраняват всяка една дейност в училището.
Всяка пролет гимназията провежда конкурс „Мис Пролет“ и „Мис и Мистър Строителен“. Училището има също с мажоретен състав, който има богат репертоар от танци, които представят училището на спортни състезания и др. Организират се спорни състезания между класовете. Победителите се награждават с грамоти. ПГТС провежда конкурс „Баш майстор“ с парична награда в размер на 100 лв.
От 23 до 25.11.2011 г. в ПГТС „Арх. Й. Миланов“ се проведе Международна кръгла маса на тема „ЗА ЧИСТО УЧИЛИЩЕ“. В кръглата маса взеха участие учители и 60 ученици от 11 града от страната и 4 от Република Македония, Република Сърбия и Република Турция Организатори: Областният Управител на Област Перник инж. Иво Петров Съюз на работодателите в средното образование в България Министерство на образованието, младежта и науката фирма „ЕКОРЕСУРС България“ АД Бяха проведени дискусии и състезателни игри, свързани с опазване на околната среда и рециклиране на хартия. Всички участници се представиха отлично в трите групи, в които участваха: Рециклиране на хартия, засаждане на цвета и изготвяне на стикери

## Специалности
- Строителство и архитектура – След успешно завършен курс обучение, учениците придобиват професия „Строителен техник“ и възможност за професионална реализация като проектант – чертожници, както и ръководство на строителния процес като технически ръководители на обект, упражняване на контролни функции в строително-инвестиционен процес, както и мениджърски и предприемачески дейности.
- Интериорен дизайн – подготвя специалисти за дейности в областта на дизайна, рекламата и на новите технологии.
- Електрически инсталации – подготвя специалисти за дейности в областта на проектиране инсталиране и пускане в действие всички видиве ел.инсталации
- Парково строителство и озеленяване – подготвя специалисти в областта на озеленяването, цветарството и фитодизайна.
- Промишлена естетика и дизайн-Подготвя специалисти за всички аспекти на дизайна, прилаган за получаване на стилни и естетични промишлени изделия, както и оформянето на офиси и работни помещения. Изучаването на чужди езици, изобразително изкуство и компютърни технологии ще спомогне за добрата житейска реализация на всички избрали тази специалност.
- Компютърна графика-Подготвя специалисти за дейности в областта на графичния дизайн и производството на мултимедийни продукти, предназначени за презентиране и реклама на изделия, проекти, фирми и др.

Ученикът се учи да прилага дигиталните технологии за създаване на изображения. Придобива система от знания и умения за създаване, обработка и манипулация на компютърните изображения, прилага дигитални изображения за мултимедийна анимация. Запознава се с начина на създаване на форми като нет, арт, видео арт и др. Използва компютърни програми за монтаж на заснетите изображения и осъществяването на краен мултимедиен продукт.
Силно застъпено е изучаването на компютърни технологии, чужд език, изобразително изкуство.

## Инфраструктура
- Актова зала
- Фитнес зала
- Компютърни кабинети с Интернет
- Библиотека
- Кът „История на Европейския съюз“
- „Евро коридор“
- Етнографски музей
- Училищно радио
- Училищен автобус
- Оранжерия

## Клубове
- Фолклорна формация „Байрактаре“
- Спортни секции за футбол, волейбол, баскетбол и шахмат
- „Съхрани българското“
- „Училището през моя обектив“
- Гражданско образование
- Журналист
- Еко клуб
- Отворен интелект
- Питагор